# Teolândia
Teolândia là một đô thị thuộc bang Bahia, Brasil. Đô thị này có diện tích 288,272 km², dân số năm 2007 là 12673 người, mật độ 44 người/km².